# Сан Витале (Кунео)
Сан Витале је насеље у Италији у округу Кунео, региону Пијемонт.
Према процени из 2011. у насељу је живело 55 становника. Насеље се налази на надморској висини од 463 м.